# Kateřina Pauláthová
Kateřina Pauláthová (* 23. Juli 1993 in Havířov) ist eine tschechische Skirennläuferin. Sie startet vorwiegend in den Disziplinen Riesenslalom und Slalom und wird von ihrem Vater Radovan Pauláth trainiert.

## Biografie
Kateřina Pauláthová startet seit Dezember 2008 bei FIS-Rennen. Besonders bei den Rennen in ihrem Heimatland erreichte sie von Beginn an gute Resultate und schon im Januar 2009 feierte sie die ersten Siege. Beim European Youth Olympic Festival 2009 im polnischen Szczyrk wurde sie 11. im Slalom und 24. im Riesenslalom. In der Saison 2009/2010 gewann Pauláthová wieder mehrere FIS-Rennen. Dass die damals 16-Jährige auf nationaler Ebene bereits zu den stärksten Rennläuferinnen zählte, bewies sie im März 2010 mit zwei tschechischen Meistertiteln im Riesenslalom und in der Super-Kombination. Bei den Juniorenweltmeisterschaften 2010 belegte sie allerdings nur den 43. Platz im Riesenslalom; ein Jahr später wurde sie bei den Juniorenweltmeisterschaften 2011 22. im Slalom.
Während Pauláthová im Europacup bislang nur an einem Rennen teilnahm, startet sie seit der Saison 2010/11 auch im Weltcup. In ihrem dritten Weltcuprennen, dem Riesenslalom in Špindlerův Mlýn am 11. März 2011, gewann sie als 28. erstmals Weltcuppunkte. Im Vormonat hatte die 17-Jährige bereits im Riesenslalom und im Mannschaftswettbewerb an den Weltmeisterschaften 2011 in Garmisch-Partenkirchen teilgenommen. Im Riesenslalom belegte sie als beste Tschechin den 37. Platz, im Mannschaftswettbewerb schied das tschechische Team schon im ersten Durchgang aus.

## Erfolge

### Olympische Spiele
- Sotschi 2014: 25. Super-G
- Pyeongchang 2018: 9. Mannschaftswettbewerb, 17. Alpine Kombination, 26. Abfahrt, 33. Super-G

### Weltmeisterschaften
- Garmisch-Partenkirchen 2011: 37. Riesenslalom, 9. Mannschaftswettbewerb
- Vail/Beaver Creek 2015: 32. Super-G
- St. Moritz 2017: 29. Riesenslalom, 35. Abfahrt, 36. Super-G
- Åre 2019: 24. Alpine Kombination, 24. Super-G

### Weltcup
- 1 Platzierung unter den besten 20

### Nor-Am Cup
- Saison 2018/19: 6. Super-G-Wertung, 7. Abfahrtswertung, 9. Kombinationswertung
- 4 Podestplätze

### Juniorenweltmeisterschaften
- Mont Blanc 2010: 43. Riesenslalom
- Crans-Montana 2011: 22. Slalom
- Roccaraso 2012: 5. Slalom
- Québec 2013: 7. Riesenslalom

### Tschechische Meisterschaften
Pauláthová ist zehnfache tschechische Meisterin:
- 1× Abfahrt (2018)
- 5× Riesenslalom (2010, 2011, 2012, 2013, 2017)
- 2× Slalom (2013, 2016)
- 2× Kombination (2010, 2013)

### Weitere Erfolge
- 13 Siege in FIS-Rennen